# Nostalgia di baci/Festa sull'aia
Nostalgia di baci/Festa sull'aia è il quarto singolo inciso dal Trio Lescano (che accompagna il cantante Vincenzo Capponi), pubblicato nel 1936 dalla Parlophon.

## Descrizione
In entrambe le canzoni il Trio è accompagnato dall'Orchestra Cetra diretta dal Maestro Pippo Barzizza.

### Nostalgia di baci
Il brano è scritto da Ferdinando Tettoni per il testo (che si firma con lo pseudonimo Fouché) e da Giulio Razzi per la musica; si tratta di un valzer

### Festa sull'aia
Anche Festa sull'aria è un valzer, e gli autori sono gli stessi; qui però Razzi usa lo pseudonimo Alberto Rolizzi.

## Tracce
1. Nostalgia di baci
2. Festa sull'aia